# 宁波东站
29°51′02″N 121°34′54″E / 29.85056°N 121.58167°E
宁波东站是中华人民共和国浙江省宁波市一座铁路车站，曾在宁波站改建时作为临时车站。车站位于鄞州区站北路，福明路与桑田路之间，现代装潢市场陶瓷城东面，甬台温铁路北面。距宁波站5公里，距奉化站32公里，为甬台温铁路和北仑支线车站。宁波东站于1986年开通货运，最初经营危险品运输业务，后发展成为除宁波北站外重要的货运站。由于甬台温铁路的建设，宁波站运营的列车迅速增加，加之立体交通和城市轨道交通对新建车站的需求，铁道部和宁波市政府决定对宁波站实施改建。宁波站改建期间，经过改建的宁波东站作为过渡客运站，于2010年9月8日启用。2013年12月28日，宁波站改建结束后，宁波东站停运，并计划随甬舟铁路再度启用。

## 沿革
宁波东站原为宁波铁路运输货运站。车站位于鄞州区潘火街道，建于1986年，为北仑支线车站。当时的车站包含正线1条，到发线2条，货物线2条，牵出线、存车线各1条，渡线2条，站台1座。为辅助宁波站改造为枢纽站，宁波东站客运部分于2009年开工，2010年建成，并于当年9月8日取代宁波站成为宁波临时的主要客运站。改建的宁波东站具有3台9线，并预留1条到发线及基本站台。2013年7月，杭甬客运专线建成通车，宁波东站办理列车对数从建成初期的53对增长到88对，逐渐达到饱和。2013年12月27日晚11时，从厦门北开往宁波东的D3212次成为宁波东站办理的最后一趟列车。次日，随着宁波站正式投入营运，宁波东站停运，并进入改造阶段，计划随甬舟铁路再度启用。

## 设施
宁波东站站房坐南朝北，面积8000平方米，采用钢筋混凝土框架结构，外立面采用全屏玻璃幕墙。站房分为上下两层和地下一层票房。上层候车室为动车和直达列车候车室，下层为其他列车候车室。站台规模为3台9线（预留1条到发线及基本站台），雨棚18300平方米，采用天桥进出站台。站前广场设有管理用房、商业用房、铁路行车房、出租车停靠站和公交车站，总面积1.2万平方米。

## 站线布置

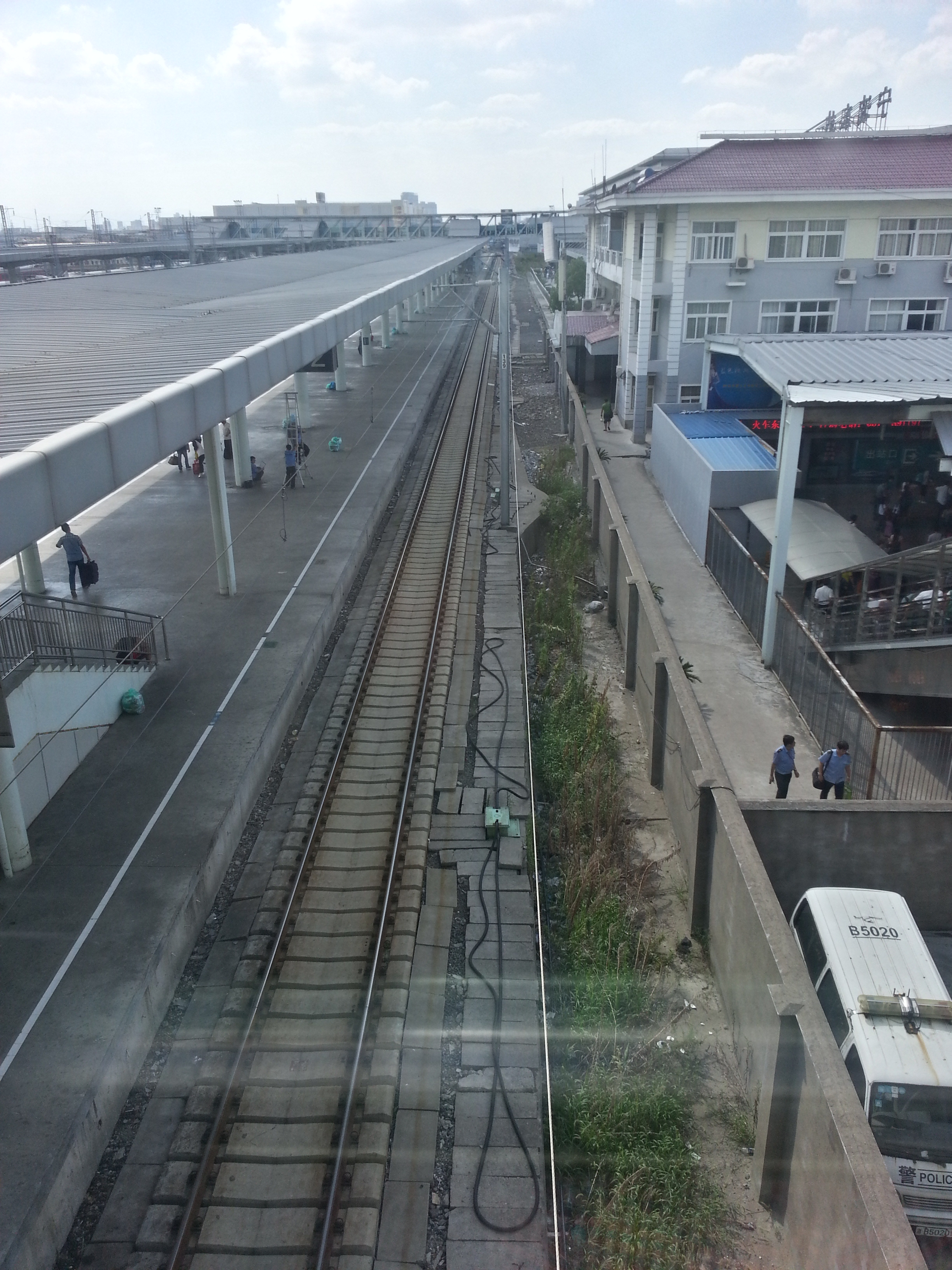
宁波东站预留1道，因信号房位置原因未能建设

| 北↑  |              |                            |  |
|      | 侧式，未启用 |                            |  |
| 1道  | 1            | 到发线，预留               |  |
| 2道  | 2            | 到发线                     |  |
|      | 岛式         |                            |  |
| 3道  | 3            | 到发线                     |  |
| 4道  | 无           | 北仑支线正线邱隘、宝幢方向 |  |
| 5道  | 无           | 甬台温铁路下行正线云龙方向 |  |
| 6道  | 无           | 甬台温铁路上行正线宁波方向 |  |
| 7道  | 4            | 到发线                     |  |
|      | 岛式         |                            |  |
| 8道  | 5            | 到发线                     |  |
| 9道  | 6            | 到发线                     |  |
|      | 岛式         |                            |  |
| 10道 | 7            | 到发线                     |  |
| 南↓  |              |                            |  |

## 列车

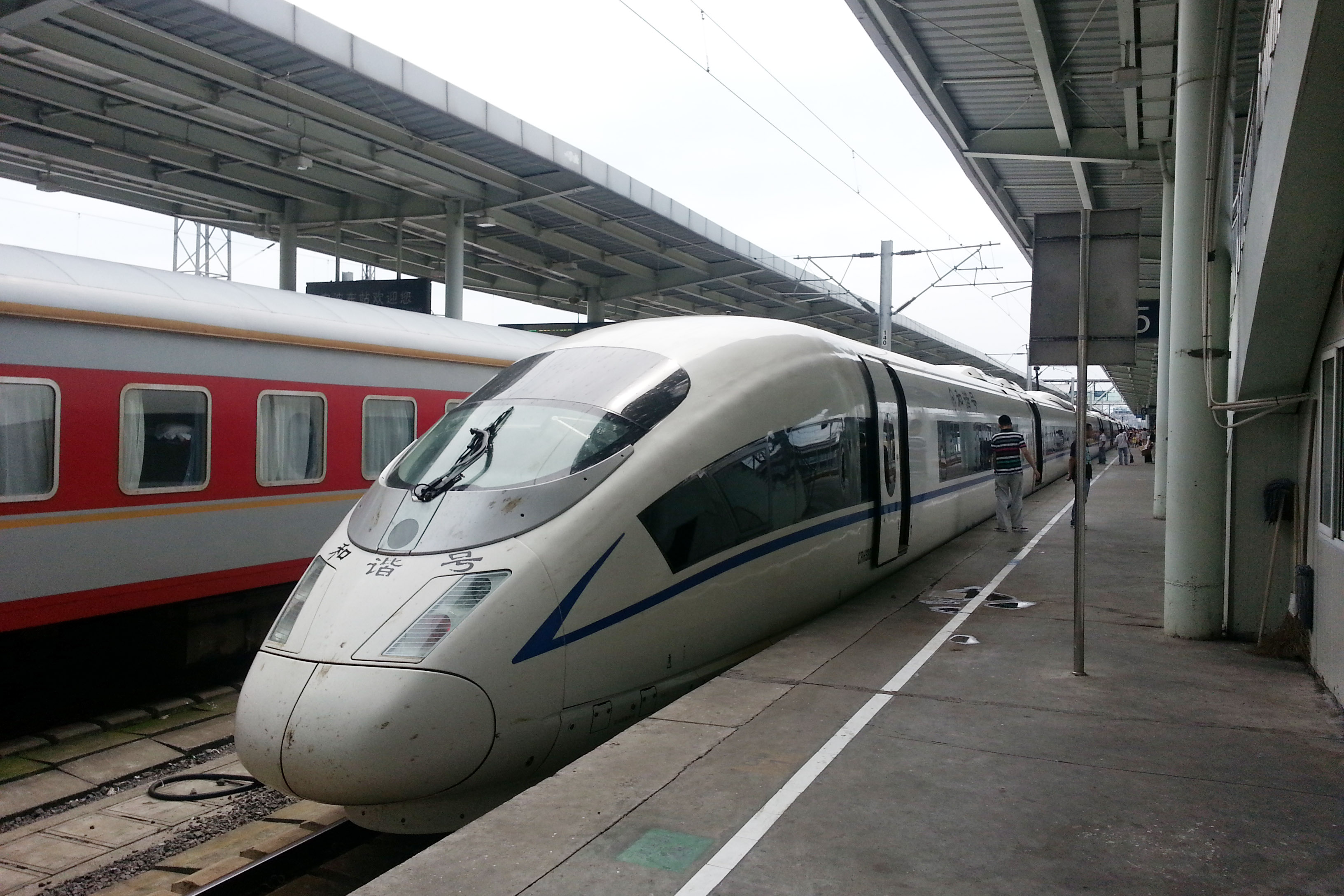
停靠于宁波东站的CRH380BL高速动车组列车

宁波东站停运前平日开行旅客列车91对，其中始发、终到57对，经停34对。其中包括开往安徽、广东、四川、贵州等地的普通和快速旅客列车、开往武昌的一对直达特快列车（Z31/34、Z32/33次）和开往北京、天津、南京、上海、杭州、福州等地的高速列车。高峰时车站每5分钟就将办理一趟列车。

## 站外交通
宁波东站站前广场设有出租车停靠点和公交始发站。建成初期，共有15条公交线路始发于宁波东站，分别前往望春、宁波大学、慈城、骆驼、洪塘、孔浦、镇海中心城区、宁波客运中心、白峰码头、北仑中心城区、东钱湖和咸祥。此外，从宁波东站前往宁波客运中心和汽车南站乘车的乘客可以乘坐专线巴士，其车票可在购买客车车票时作为等值现金使用，相当于免费。车站也可与宁波轨道交通4号线矮柳站接驳。

## 服务
宁波东站停运前设有21个售票窗口和1个独立的退票窗口。候车区域采用“先检票，后上车”的组织方式，开车前10分钟停止检票。

## 图片

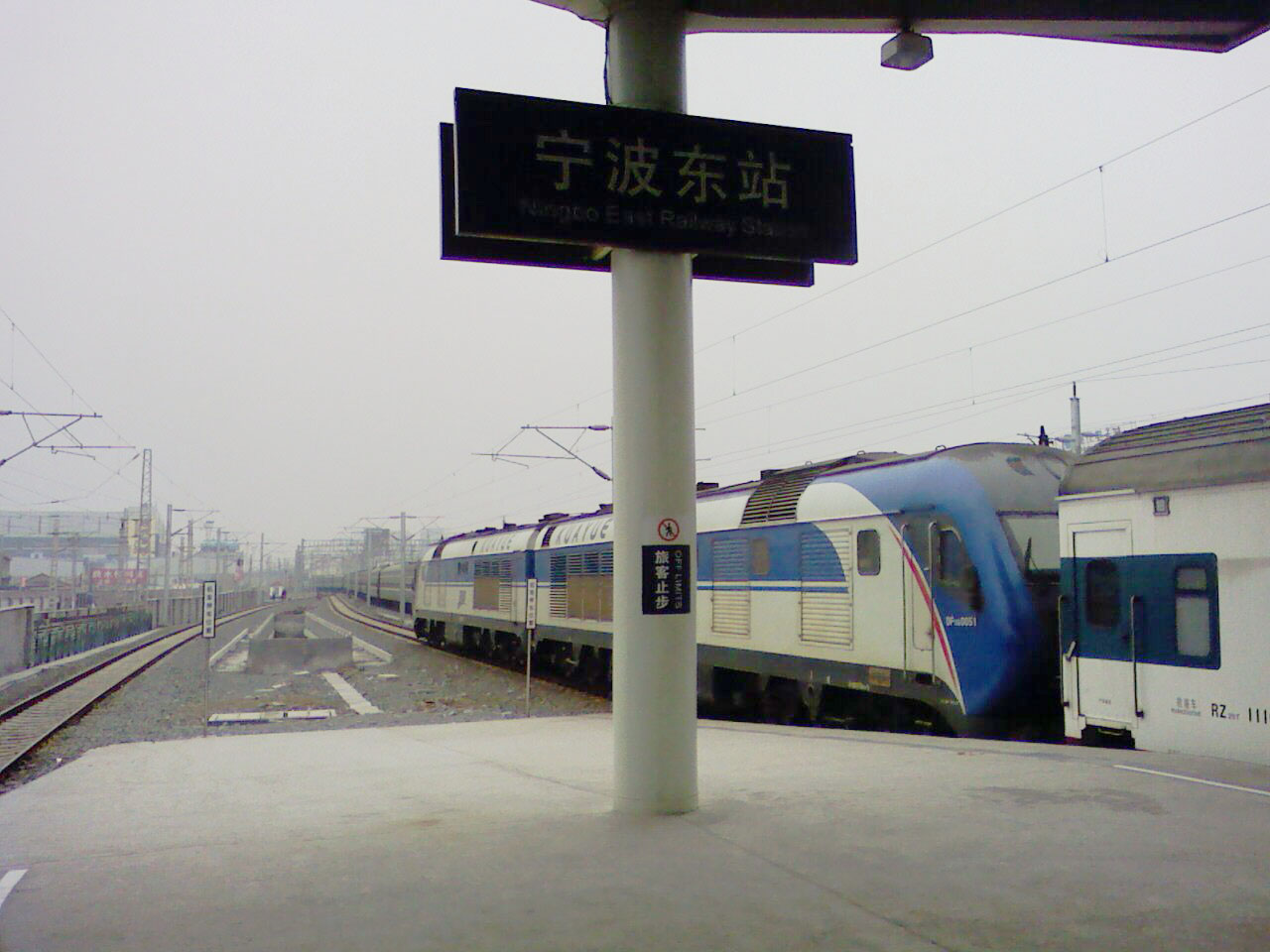
位于宁波东站的DF11G机车
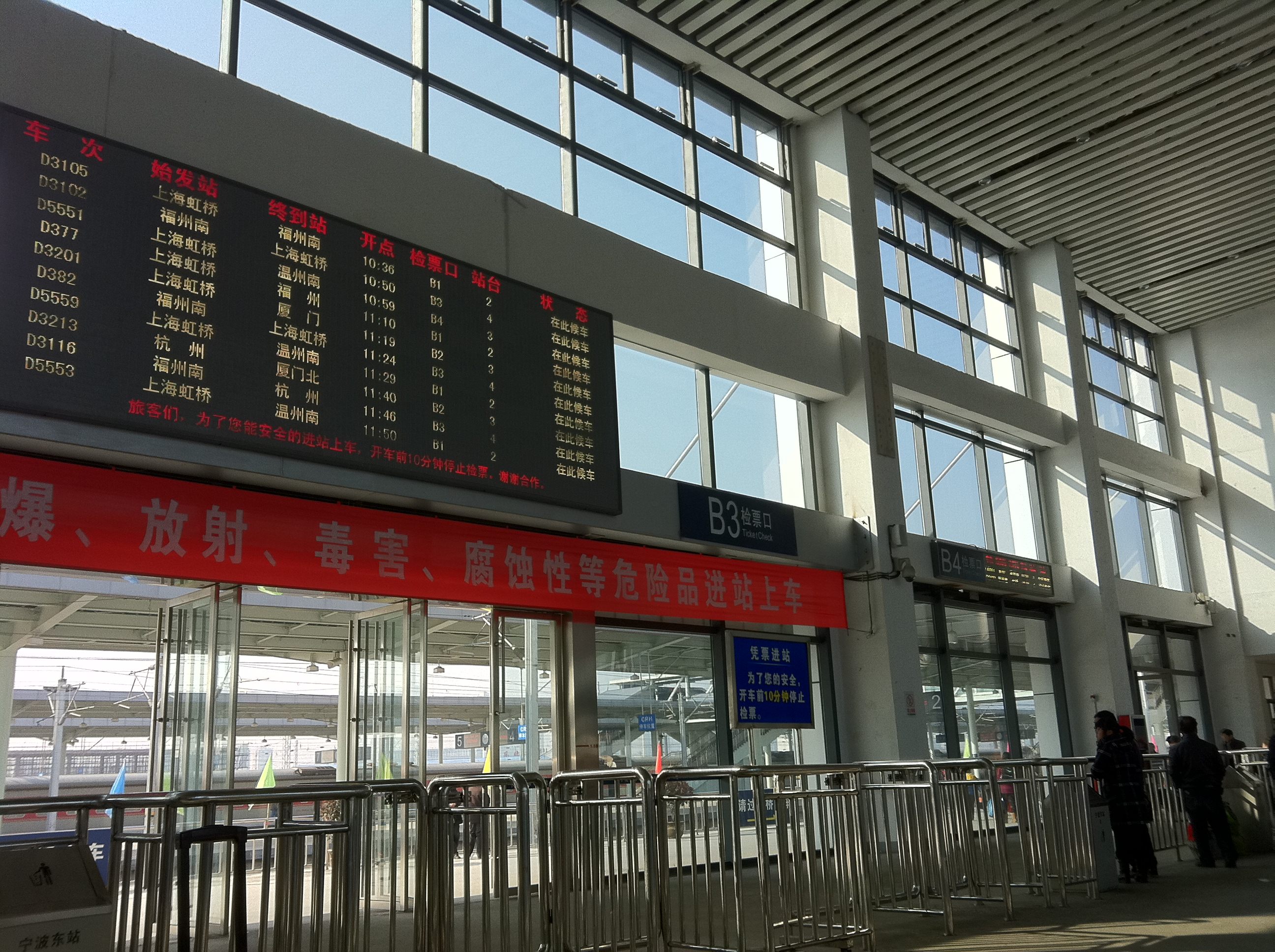
宁波东站动车候车室
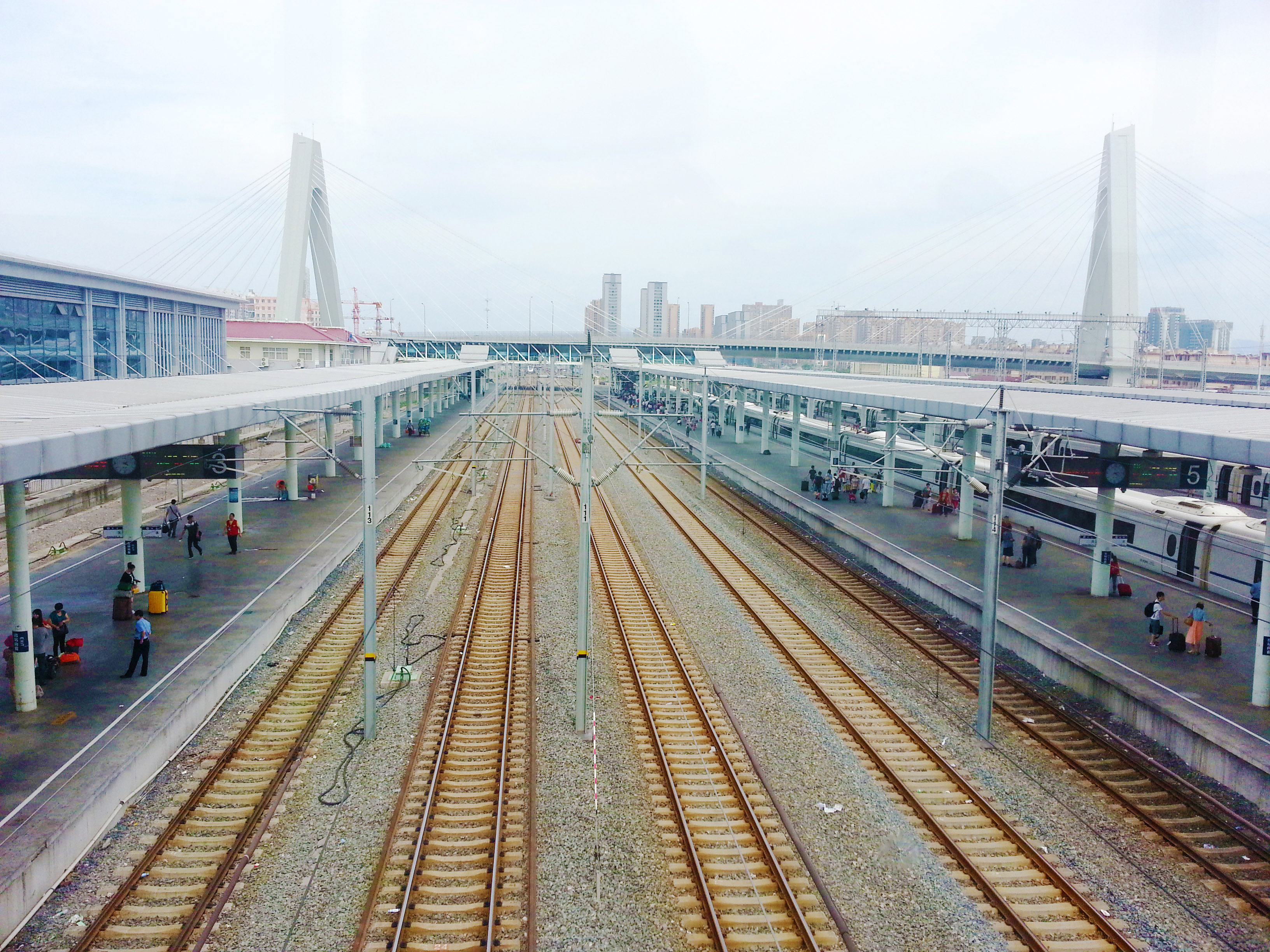
宁波东站站内股道
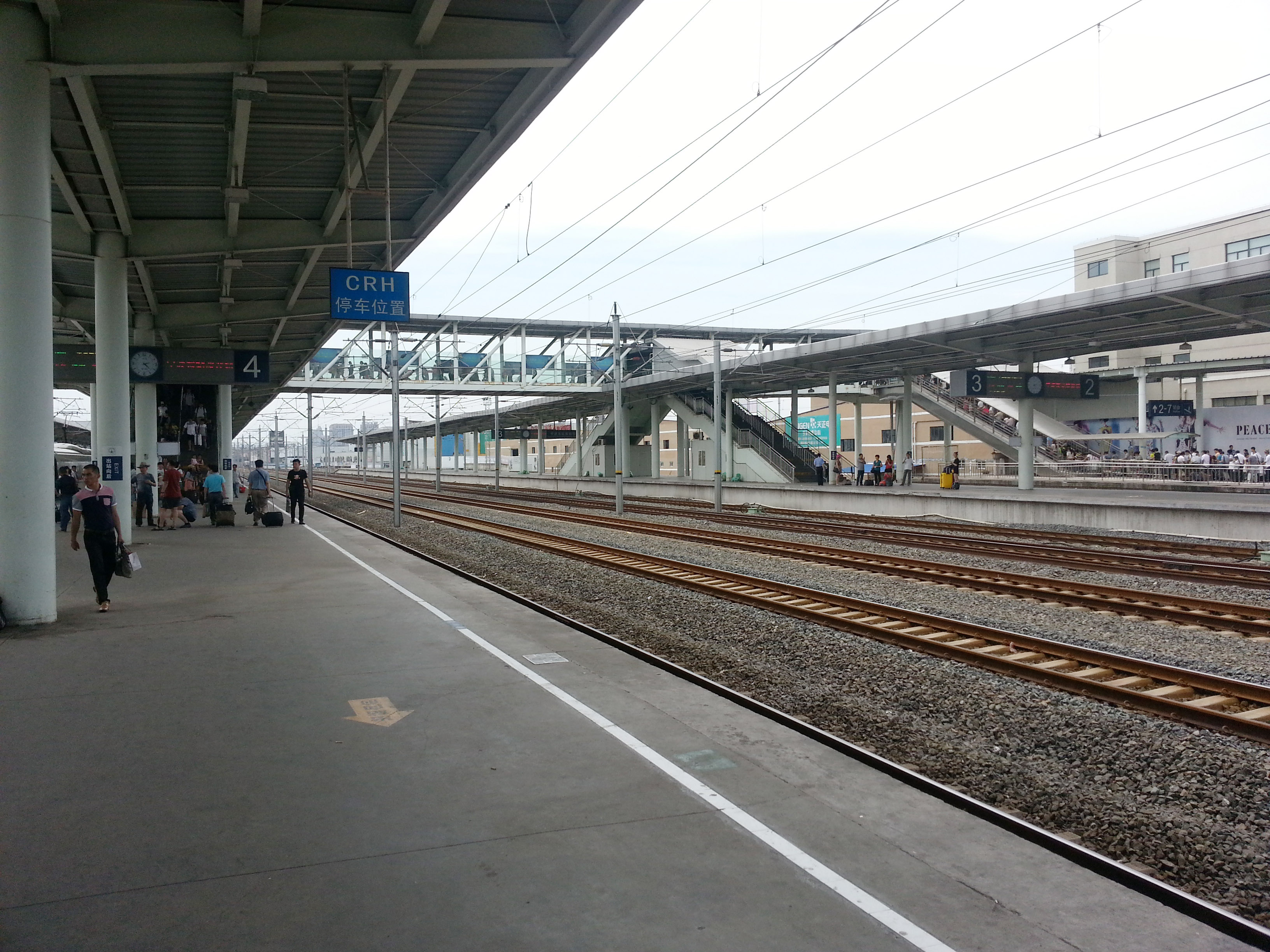
宁波东站站内天桥和站台
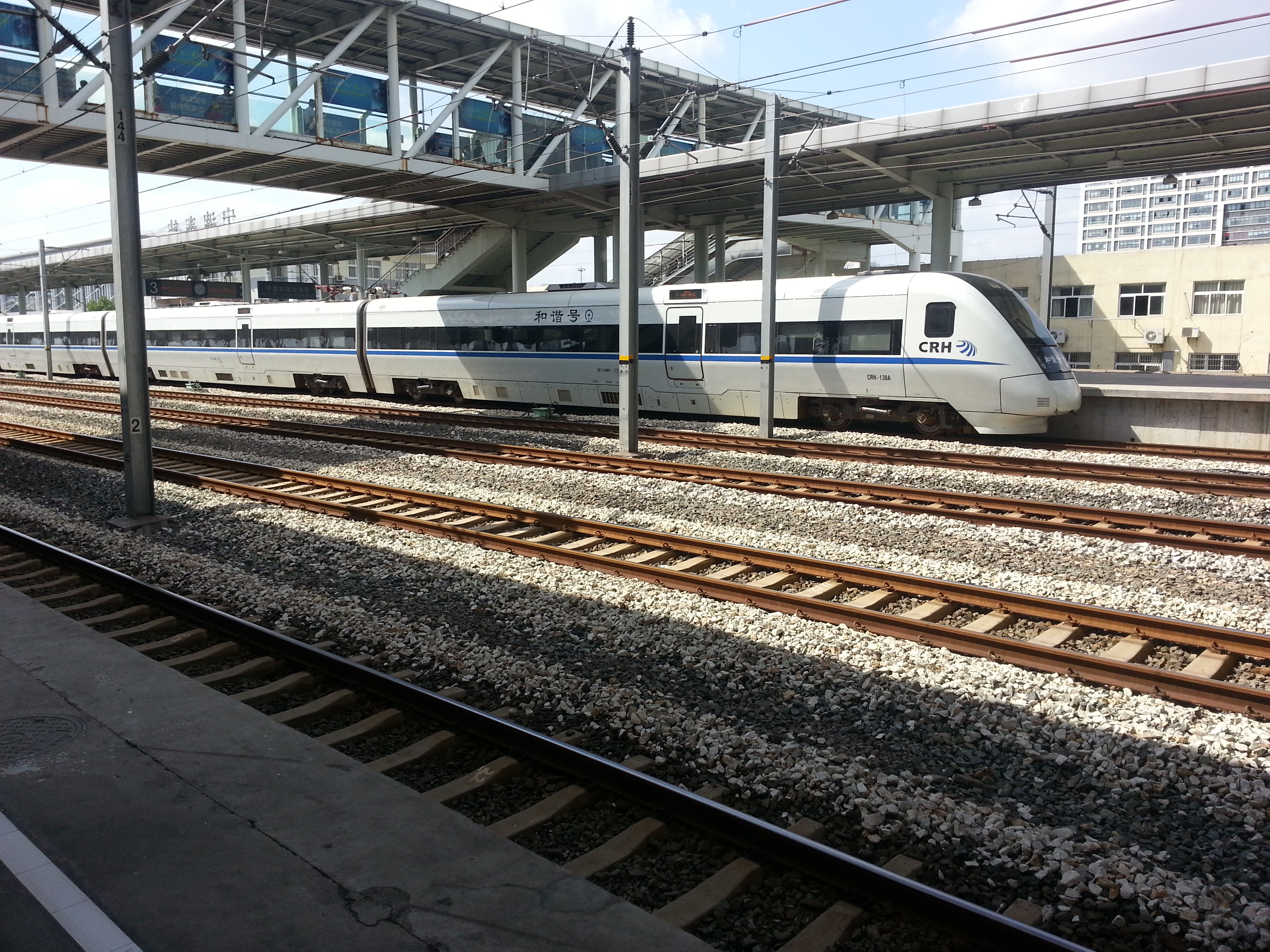
宁波东站内的CRH1A列车